# Fabien Robert
Fabien Robert (Hennebont, 6 gennaio 1989) è un ex calciatore francese, di ruolo attaccante.